# Державний архів Тернопільської області
Державний архів Тернопільської області (ДАТО) — головна архівна установа в Тернопільській області, яка зберігає і систематизує документальні джерела та матеріали — складову частину НАФ, керує архівною справою в області. Розташована в місті Тернопіль.

## Історія
Архів був створений в жовтні 1939 р. в приміщеннях колишнього Домініканського монастиря. Розпочав роботу з 1 листопада під назвою Тернопільський обласний державний архів. Від 4 грудня 1939 р. назва була змінена на Тернопільський обласний історичний архів.
З 1 квітня 1941 р. перейменований на Державний архів Тернопільської області.
У зв'язку з набуттям чинності Постанови Ради Міністрів УРСР № 418 від 4 жовтня 1958 про мережу державних архівів, архів був перейменований на Тернопільський обласний державний архів.
З 7 серпня 1980 р. новим наказом повернули назву 'Державний архів Тернопільської області.

## Відділи
Діють 4 відділи:
- відділ зберігання, обліку та довідкового апарату
- відділ формування НАФ і діловодства;
- відділ інформації і використання документів;
- відділ фінансового та матеріально-технічного забезпечення.

## Фонди

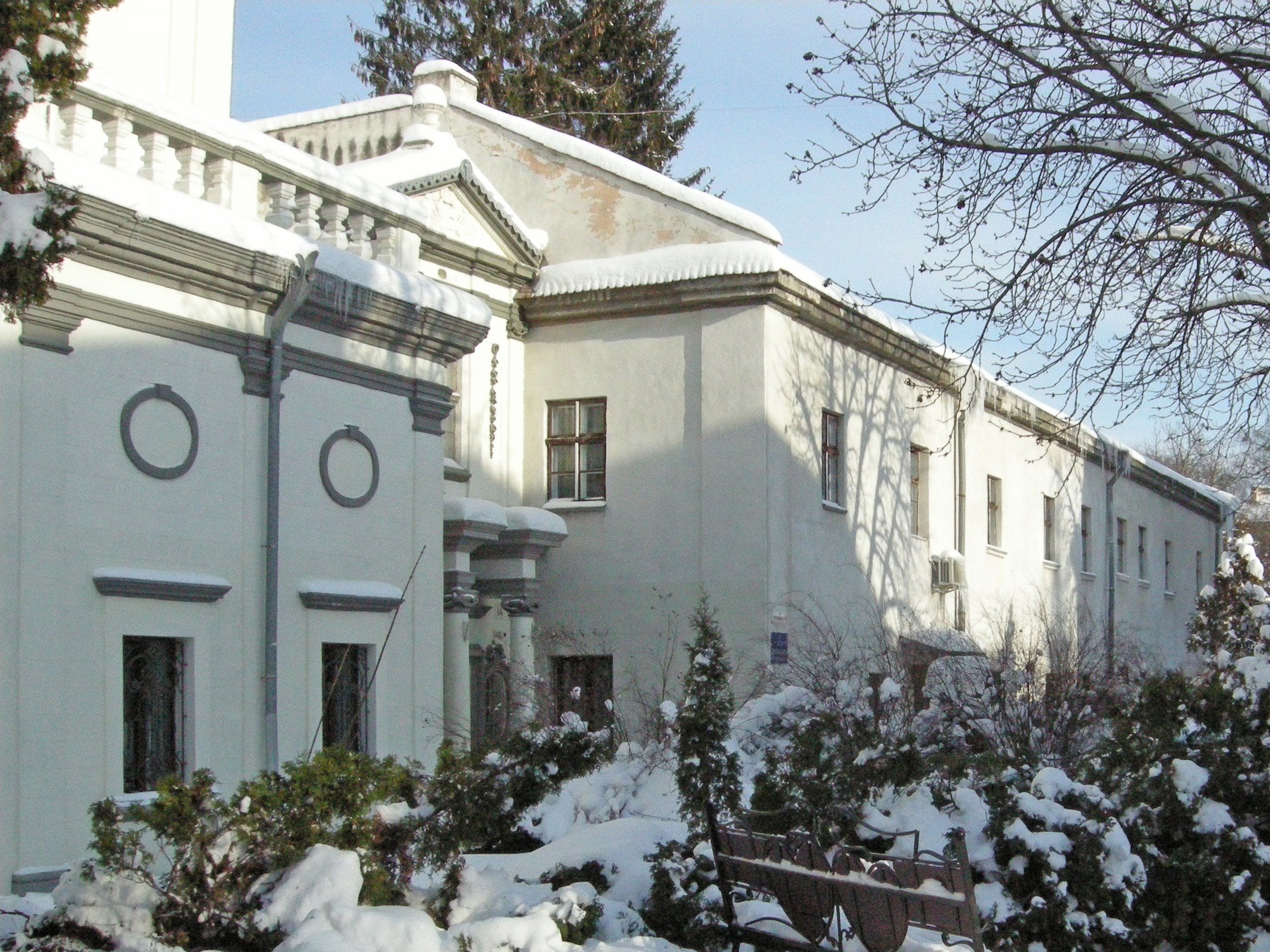
Вигляд на архів з вул. Гетьмана Сагайдачного

У ДАТО зберігаються документи від 1557 року і до нинішнього часу. На 1 січня 2004 в ньому нараховувалося 3575 фондів, 704903 справи. Фонди архіву до 1939 містять документи Духовного собору Почаївської Успенської лаври (серед них є унікальні документи про перебування у 1846 році у лаврі Тараса Шевченка), державних установ Австрії (від 1867 — Австро-Угорщини), Польщі та Росії, Волинської православної духовної консисторії (від 1918), Тернопільського магістрату (від 1784), Тернопільського повітової фінансової дирекції Галицького намісництва (1826—1910), Тернопільської воєводської управи і повітових староств воєводства (від 1919), Кременецької, Теребовлянської і Тернопільської філій товариства «Просвіта» тощо. Серед документів радянського періоду (1939—1991) — матеріали виконкому Тернопільської обласної ради депутатів трудящих, його управління і відділів, статистичного управління Тернопільської області, підприємств й установ, закладів освіти та культури, громадських та інших організацій.
У ДАТО зберігаються особові фонди відомих діячів науки і культури, чиї життя і творчість пов'язані з Тернопільщиною, — Іванни Блажкевич, Степана Будного, Ярослава Геляса, Володимира Гнатюка, Бориса Демкова, Василя Дідюка, Станіслава Дністрянського, Павла Загребельного, Івана Марчука, Михайла Ониськіва, Михайла Паращука, Зеновія Флінти, Гаврила Чернихівського та інших.
У 1991—1995 розсекречено 157 фондів та 35143 справи; їхні матеріали стали доступними користувачам.

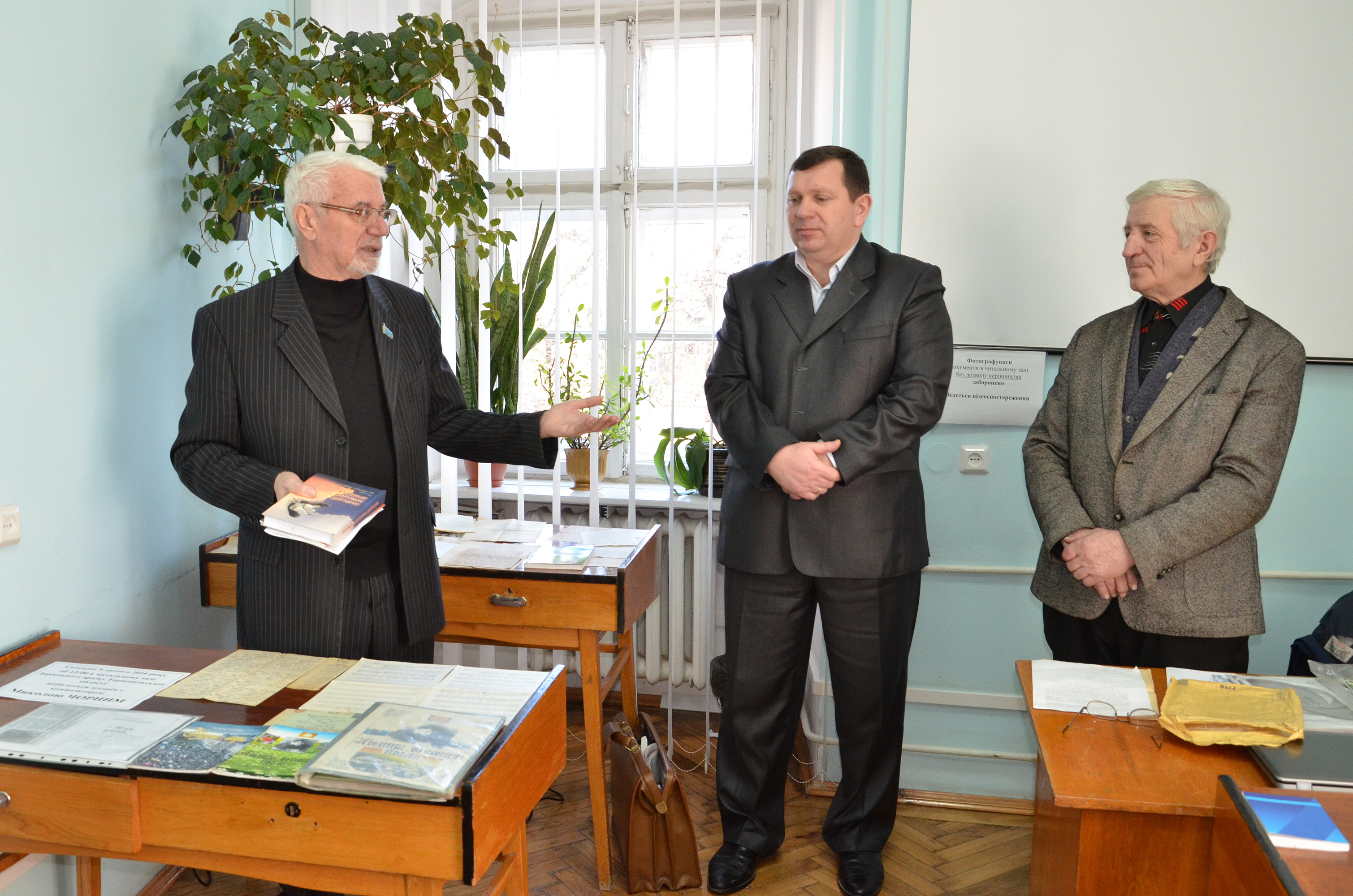
Передача рукописів Степана Будного в Державний архів Тернопільської області. Зліва направо: колишній директор ДАТО Богдан Хаварівський, директор ДАТО Федір Полянський, краєзнавець, композитор Микола Чорний

У архіві є науково-довідкові бібліотека, збірки фотодокументів, кіно-відеодокументів і фонодокументів. Науково-довідковий апарат нараховує 5920 описів, 384855 карток систематичного і тематичного каталогів, 25058 карток систематичного каталогу фотодокументів; складений топографічний пофондовий покажчик.
Від 1994 ДАТО видає книги серії «Корінь і крона», 1994-1999 — співвидавець г. «Русалка Дністрова». Фонди архіву широко використовують науковці України і зарубіжних країн, тернопільські краєзнавці в науково-пошуковій діяльності.

## Керівництво
- 1992 — 25 травня 2010 — Богдан Хаварівський,
- 25 травня 2010  — червень 2015 Юрій Гумен,
- від липня 2015 — Федір Полянський.

## Видання
«Архіваріус» — інформаційний вісник Державного архіву Тернопільської області. Заснований у липні 2004. Виходить щокварталу, також спеціальні номери Основні рубрики: «Хроніка подій ДАТО», «Архів інформує», «Історія Тернопільщини», «Міжнародні зв'язки» та інші. Редактор — Антон Грицишин (2004), від 2007 — Ігор Крочак. Шеф-редактор — Богдан Хаварівський (до 2010).

## Приміщення
Архів був розташований у колишніх келіях монастиря домініканів на вул. Гетьмана Сагайдачного, 14 у центрі Тернополя.
Однак ще з 90х років у мікрорайоні «Дружба» будувалося нове приміщення, розраховане на зберігання 1,5 млн. справ. Та через відсутність фінансування, нова будівля стала довгобудом.
В 2015 році будівельні роботи пожвавилися.
Згідно планів, у рамках підписаного меморандуму, обласна адміністрація добудує приміщення до 1 лютого 2019 року, після чого у другій половині лютого почнуть перевозити архівні документи. З 25 березня Тернопільсько-Зборівська архієпархія УГКЦ розпочинає процедуру прийняття у користування приміщення монастиря.
Нині архів  розташований  на вул. Карпенка, 2 мікрорайон Дружба.